# Ngoại suy
Trong toán học, phép ngoại suy là quá trình ước tính giá trị của một biến trên cơ sở mối quan hệ của nó với biến khác, vượt ra ngoài phạm vi quan sát ban đầu. Nó tương tự như phép nội suy, mà tạo ra các ước tính nằm giữa các quan sát đã biết, nhưng phép ngoại suy có độ không chắc chắn cao hơn và nguy cơ tạo ra kết quả vô nghĩa cao hơn. Phép ngoại suy cũng có thể có nghĩa là mở rộng một phương thức, với giả sử là các phương thức tương tự sẽ được áp dụng. Phép ngoại suy cũng có thể áp dụng cho kinh nghiệm của con người để phóng chiếu, mở rộng hoặc mở rộng kinh nghiệm đã biết vào một khu vực chưa được biết hoặc đã có kinh nghiệm trước đó để đi đến một kiến thức (thường là phỏng đoán) về điều chưa biết  (ví dụ như người lái xe ngoại suy điều kiện đường bộ vượt quá tầm nhìn trong khi lái xe). Phương pháp ngoại suy có thể được áp dụng trong bài toán tái thiết nội thất. 

Ví dụ minh họa về vấn đề ngoại suy, bao gồm việc gán một giá trị có ý nghĩa ở ô màu xanh, tại x=7 cho các điểm dữ liệu màu đỏ.

## Phương pháp
Một lựa chọn hợp lý về phương pháp ngoại suy để áp dụng dựa trên kiến thức trước đó về quy trình tạo ra các điểm dữ liệu hiện có. Một số chuyên gia đã đề xuất sử dụng các lực nhân quả trong việc đánh giá các phương pháp ngoại suy. Ví dụ, các câu hỏi quan trọng là, nếu dữ liệu có thể được giả định là liên tục, trơn tru, có thể định kỳ, v.v.

### Tuyến tính
Phép ngoại suy tuyến tính có nghĩa là tạo ra một đường tiếp tuyến ở cuối dữ liệu đã biết và mở rộng nó vượt quá giới hạn đó. Phép ngoại suy tuyến tính sẽ chỉ cung cấp kết quả tốt khi được sử dụng để mở rộng biểu đồ của hàm xấp xỉ tuyến tính hoặc không quá xa dữ liệu đã biết.
Nếu hai điểm dữ liệu gần điểm {\displaystyle x_{*}} nhất được ngoại suy là {\displaystyle (x_{k-1},y_{k-1})} và {\displaystyle (x_{k},y_{k})}, phép ngoại suy tuyến tính cho hàm:
{\displaystyle y(x_{*})=y_{k-1}+{\frac {x_{*}-x_{k-1}}{x_{k}-x_{k-1}}}(y_{k}-y_{k-1}).}
(trùng với nội suy tuyến tính nếu {\displaystyle x_{k-1}<x_{*}<x_{k}})). Có thể bao gồm nhiều hơn hai điểm và lấy trung bình độ dốc của phép nội suy tuyến tính, bằng các kỹ thuật giống như hồi quy, trên các điểm dữ liệu được chọn để đưa vào. Điều này tương tự như dự đoán tuyến tính.